# Günther Hoffmann-Schoenborn

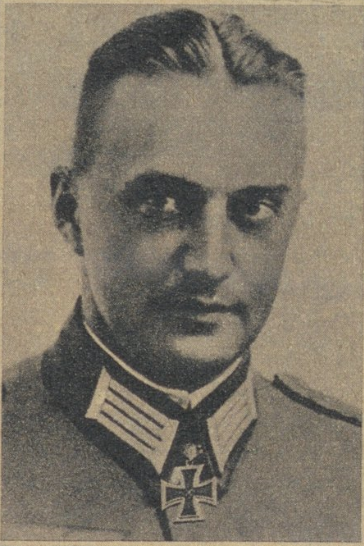
Major Günter Hoffmann-Schoenborn

Günther Hoffmann-Schoenborn (* 1. Mai 1905 in Posen; † 4. April 1970 in Bad Kreuznach) war deutscher Generalmajor der Wehrmacht im Zweiten Weltkrieg.

## Militärischer Werdegang
Hoffmann trat am 1. April 1924 in die Reichswehr ein und wurde dem 3. (Preußisches) Artillerie-Regiment in Frankfurt (Oder) zugeteilt. Dort diente er zunächst in der 10., später der 8. Batterie. Die Prüfung zum Fahnenjunker bestand er Anfang Juli 1925. Am 15. Juli erfolgte seine Ernennung zum Fahnenjunker-Gefreiten und die zum Fahnenjunker-Unteroffizier am 1. November 1925. Von März bis Ende September 1926 besuchte Hoffmann die Infanterieschule. In dieser Zeit erfolgte seine Beförderung zum Fähnrich. Anschließend absolvierte er von November 1926 bis August 1927 die Artillerieschule in Jüterbog. Am 1. Februar 1928 folgte seine Beförderung zum Leutnant. 1929 folgte ein Nachrichtenlehrgang und am 1. Juni 1931 erfolgte seine Beförderung zum Oberleutnant. Im Oktober 1934 stieg Hoffmann zum Chef der 11. Batterie im Artillerie-Regiment Fulda auf. Im Oktober des Folgejahres erfolgte seine Kommandierung zur Kriegsakademie in Berlin, die er bis Sommer 1937 absolvierte. In dieser Zeit wurde Hoffmann am 1. Oktober 1936 zum Hauptmann befördert. Nach der Kriegsakademie fand er kurzfristig Verwendung im Generalstab der 8. Armee und kam dann von August 1937 bis März 1939 zum Generalstab des Heeres. Im April 1939 wurde er zum Chef der 2. Batterie im Artillerie-Regiment 42 in Minden ernannt. Am 13. Mai 1939 nahm Hoffmann den Namenszusatz Schoenborn an.

### Zweiter Weltkrieg
Nach dem deutschen Überfall auf Polen wurde Schoenborn am 13. Oktober 1939 zum Kommandeur der schweren Artillerie-Abteilung 730 ernannt, die er bis Mitte April 1940 kommandierte. Anschließend führte er als Kommandeur die schwere Artillerie-Abteilung 777 im Westfeldzug. Am 31. Mai 1940 wurde ihm das Eiserne Kreuz II. und am 29. Juni 1940 das Kreuz I. Klasse verliehen. Mitte August 1940 kurzfristig in die Führerreserve versetzt, schulte Schoenborn auf Sturmgeschütze um.
Zum 1. Oktober 1940 wurde er zum Kommandeur der Sturmartillerie-Abteilung 191 ernannt. Diese ging aus dem Artillerie-Lehr-Regiment in Jüterbog hervor. Am 1. Dezember 1940 erfolgte seine Beförderung zum Major. Im Januar 1941 wurde seine Abteilung nach Ploiești (Rumänien) verlegt, wo sie die dortigen Erdölfelder schützen sollte. Im Februar 1941 wurde seine Abteilung in Sturmgeschütz-Abteilung 191 umbenannt. Im März 1941 lag die Sturmgeschützabteilung in Bulgarien und marschierte an der bulgarisch-griechischen Grenze im Raum Livunovo auf.
Im Balkanfeldzug war die Sturmgeschütz-Abteilung 191 in den Kämpfen an der Metaxas-Linie maßgeblich beteiligt, die am 9. April 1941 zur Kapitulation der Ostmazedonien-Armee führten. Die Abteilung von Schoenborn zog im weiteren Verlauf über Larisa bis zu den Thermopylen vor. Am 14. Mai 1941 wurde Schoenborn als Major und Kommandeur der Sturmgeschütz-Abteilung 191 (5. Gebirgs-Division im Verbund der 12. Armee) mit dem Ritterkreuz des Eisernen Kreuzes ausgezeichnet. Mitte Mai 1941 wurde die Abteilung aus ihrem bisherigen Einsatz herausgelöst und zur Auffrischung nach Olmütz verlegt.
Ab Juni 1941 nahm die Sturmgeschützabteilung am Ostfeldzug teil, wobei Schoenborn am 2. Dezember 1941 vor Moskau schwer verwundet wurde. Am 31. Dezember 1941 erfolgte die Verleihung des Ritterkreuz des Eisernen Kreuzes mit Eichenlaub (49. Verleihung) an Schoenborn. Nach seiner Genesung fungierte er von März 1942 bis Ende März 1943 als Kommandeur der III. Abteilung im Artillerie-Lehr-Regiments 29 in Jüterbog. Am 16. März 1942 wurde Schoenborn mit neuem Rangdienstalter zum Major eingestuft, und am 1. April 1942 zum Oberstleutnant befördert. Am 1. Dezember 1942 wurde Schoenborn zum Kommandeur des Artillerie-Lehr-Regiments 2 ernannt. Im August 1943 stieg er zum Kommandeur der Sturmgeschütz-Schule in Burg bei Magdeburg auf, wo am 1. November des gleichen Jahres die Beförderung zum Oberst erfolgte. Diese führte Schoenborn bis Ende Juli 1944. Anschließend trat er wieder in die Führerreserve ein. In dieser besuchte er bis Ende August 1944 einen Divisionsführerlehrgang in Hirschberg.
Nach einem Kurzlehrgang für Offiziere in der Panzertruppe wurde Schoenborn am 15. September 1944 mit der Führung der 18. Volksgrenadier-Division beauftragt, dessen Kommandeur er unter gleichzeitiger Beförderung zum Generalmajor am 1. Dezember 1944 wurde. Die Division rekrutierte sich zu der Zeit aus Personalrestbeständen der in Frankreich zerschlagenen 18. Luftwaffen-Felddivision. Ihr Aufstellungsort war Dänemark. Die Division unter Schoenborn nahm anschließend an der Unternehmung Wacht am Rhein teil. Am 5. Februar wurde er erneut in die Führerreserve versetzt, um am 19. Februar 1945 mit der stellvertretenden Führung der 5. Panzer-Division ernannt zu werden. Mit dieser nahm er an den Kämpfen um Ostpreußen bis zu seiner Verwundung (Oberschenkeldurchschuss) am 10. April 1945 teil. Am 15. April wurde er mit einem Lazarettschiff nach Kopenhagen verlegt. Von August bis Dezember 1945 lag er in einem Lazarett in Hameln. Am 6. Dezember 1945 wurde er Kriegsgefangener. Anschließend war Schoenborn vom 13. Mai 1947 bis 5. März 1948 in Adelheide interniert.

### Nachkriegszeit
Nach dem Krieg ging Schoenborn nach Detmold, wo er in der privaten Wirtschaft tätig war. Für die Führungsspitze der künftigen Bundeswehr wurde Schoenborn 1952 als künftiger Divisionskommandeur vorgeschlagen. Der Vorschlag wurde jedoch nicht umgesetzt.